# وين هووبر
وين هووبر (بالإنجليزية: Wynne Hooper)‏ هو مدرب كرة قدم ولاعب كرة قدم بريطاني في مركز نصف الجناح، ولد في 5 يونيو 1952 في نيث ‏ في المملكة المتحدة. لعب مع سويندون تاون ونادي ألدرشوت ونيوبورت كونتي.